# Руденко, Иван Ефимович (директор совхоза)
Иван Ефимович Руденко (род. 1907) — директор откормочного совхоза «Киевский» Министерства мясной и молочной промышленности Украинской ССР, Киевская область. Герой Социалистического Труда (1971).

## Биография
Трудился зоотехником в совхозе «Киевский», позднее был назначен директором этого же совхоза.
В 1970 году совхоз «Киевский» досрочно выполнил плановые производственные задания восьмой пятилетки (1965—1970) по откорму свиней.
Указом Президиума Верховного Совета СССР от 26 апреля 1971 года «за выдающиеся успехи, достигнутые в развитии мясной и молочной промышленности» удостоен звания Героя Социалистического Труда с вручением ордена Ленина и золотой медали Серп и Молот.
Совхоз «Киевский» участвовал во Всесоюзной выставке ВДНХ.
Дата смерти не установлена.

## Награды
- Герой Социалистического Труда (26 апреля 1971);
- дважды Орден Ленина (14 июня 1966; 26 апреля 1971);
- Заслуженный зоотехник Украинской ССР.